# Serafino Rafaele Minich
Serafino Rafaele Minich (Venezia, 8 novembre 1808 – Padova, 29 marzo 1883) è stato un matematico e politico italiano.
Fu rettore dell'Università di Padova nel 1861-1862 e deputato del Regno d'Italia dal 1870 al 1880.

## Biografia
Figlio di Stanislao e Pisana Papacizza, la famiglia era originaria della Dalmazia ma si era trasferita a Venezia. Era fratello maggiore di Angelo Minich, anatomista e chirurgo. Perduto il padre precocemente, la famiglia visse disagi economici che tuttavia non preclusero ad entrambi il prosieguo degli studi. Serafino frequenta prima il liceo di Venezia godendo di un posto gratuito come convittore, poi dal 1826 la facoltà di matematica dell'Università di Padova beneficiando di una borsa di studio finanziata dal governo austriaco. Contemporaneamente si iscrisse anche a un'accademia privata, l'accademia dei Costanti, per continuare ad esercitarsi nelle materie letterarie.
Si laureò in matematica il 6 settembre 1829, e poi di nuovo in filosofia nel 1837. Fece pratica come ingegnere ma poi preferì il posto di assistente alla cattedra di agraria e di storia naturale sempre presso l'ateneo patavino.
Nel 1834 ottenne la supplenza per l'insegnamento di introduzione al calcolo sublime, avviandosi alla carriera universitaria e dunque rinunciando al posto di insegnante di matematica e fisica vinto tramite regolare concorso. Questa scelta si rivelò fruttuosa: nel 1842 divenne professore ordinario di matematica pura sublime, che raccoglieva gli insegnamenti di algebra, geometria analitica e calcolo. Nel 1898 la cattedra venne smembrata in due, e a Minich spettò l'insegnamento della parte di calcolo, mentre al collega Giusto Bellavitis furono assegnate le altre due parti.
È stato autore di oltre cento pubblicazioni scientifiche riguardanti principalmente l'analisi, la geometria differenziale e la meccanica razionale, dedicandosi altresì alla risoluzione generale delle equazioni algebriche.
Fu eletto Magnifico Rettore dell'Università di Padova nel 1861-1862.
Fu socio di numerose accademie e società scientifiche, tra cui l'Accademia dei Lincei, dal 1851; l'Accademia Nazionale delle Scienze, dal 1857; l'Accademia galileiana di scienze, lettere ed arti, di cui fu presidente dal 1859 al 1861; l'Istituto veneto di scienze, lettere ed arti, di cui fu presidente dal 1861 al 1863 e che rappresentò in Valchiusa nel contesto delle celebrazioni per il quinto centenario della morte di Petrarca.
Prese inoltre parte a tre Riunioni degli scienziati italiani (IV, VI, IX) e ricevette importanti onorificenze come quella di commendatore dell'Ordine della Corona d'Italia (1873) e di cavaliere della Legion d'onore (1874).
Fu collocato a riposo nel 1874. Era stato eletto nel 1870 Deputato del Regno d'Italia nel III collegio di Venezia, impegnandosi per la tutela dell'ambiente costiero veneto, su cui pure produsse degli scritti. Rimase in parlamento per tre legislature, fino al 1880.
Non perse mai l'interesse per le lettere, di cui era cultore riconosciuto. Pubblicò studi su Dante, e studiò con passione Tasso e la letteratura latina.
Morto nel 1883, Minich donò la propria biblioteca all'Istituto veneto, in cui, per scelta del fratello Angelo, confluirono anche le carte di lavoro e i manoscritti.